# نيل برادي (لاعب كرة قاعدة)
نيل برادي (بالإنجليزية: Neal Brady)‏ هو لاعب كرة قاعدة أمريكي، ولد في 4 مارس 1897 في كوفينغتون في الولايات المتحدة، وتوفي في 19 يونيو 1947 في فورت ميتشل في الولايات المتحدة.

## وصلات خارجية
- نيل برادي على موقعبيزبول رفرنس.كوم (الدوري الرئيسي) (الإنجليزية)
- نيل برادي على موقعبيزبول رفرنس.كوم (الدوري الثانوي) (الإنجليزية)
- نيل برادي على موقع مشجعي الرسوم البيانية (الإنجليزية)